# 제23SS의용기갑척탄병사단 네데를란트
제23SS의용기갑척탄병사단 네데를란트 (제1네덜란드)(23. SS-Freiwilligen-Panzergrenadier-Division „Nederland“ (niederländische Nr. 1))는 나치 독일의 무장친위대 사단 중 하나이다. 네덜란드인 의용병들로 이루어져 있었으며 동부전선에서 주로 싸웠다.
본래 제4SS의용기갑척탄병여단 네데를란트(4. Freiwilligen-Panzergrenadier-Brigade Nederland)였다. 1945년 2월 네데를란트 여단이 제11SS의용기갑척탄병사단 노르트란트로 흡수되게 되자 네덜란드 국가사회주의운동(네덜란드의 나치주의자 조직)이 반발했다. 그래서 네덜란드인 사단으로 제23SS의용기갑척탄병사단 네데를란트를 따로 만든 것이다. 그러나 그 병력은 한 번도 여단급 규모를 넘어선 적이 없었다.

## 같이 보기
- 무장친위대의 부대 목록
- 무장친위대 계급 및 표장